# Annick Staudenmann
Annick Staudenmann (ur. w 1981 r.) – szwajcarska narciarka, specjalistka narciarstwa dowolnego. Nigdy nie startowała na mistrzostwach świata ani na igrzyskach olimpijskich. Najlepsze wyniki w Pucharze Świata, osiągnęła w sezonie 2002/2003, kiedy to zajęła 3. miejsce w klasyfikacji skicrossu.
W 2004 r. zakończyła karierę.

## Sukcesy

### Puchar Świata

#### Miejsca w klasyfikacji generalnej
- 2002/2003 – -
- 2003/2004 – 106.

#### Miejsca na podium
Staudenmann nigdy nie stawała na podium zawodów PŚ w narciarstwie dowolnym.